# Temwaiku

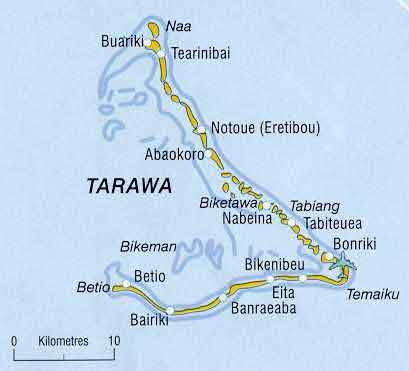
Mapa atolu Tarawa

Temwaiku – miasto w Kiribati, w południowo-wschodniej części atolu Tarawa, w archipelagu Wysp Gilberta, na Ocenie Spokojnym; 2011 mieszkańców (2005). Znajduje się w odległości 4 km na południe od Bonriki.